# Кровавая среда (Олькуш)

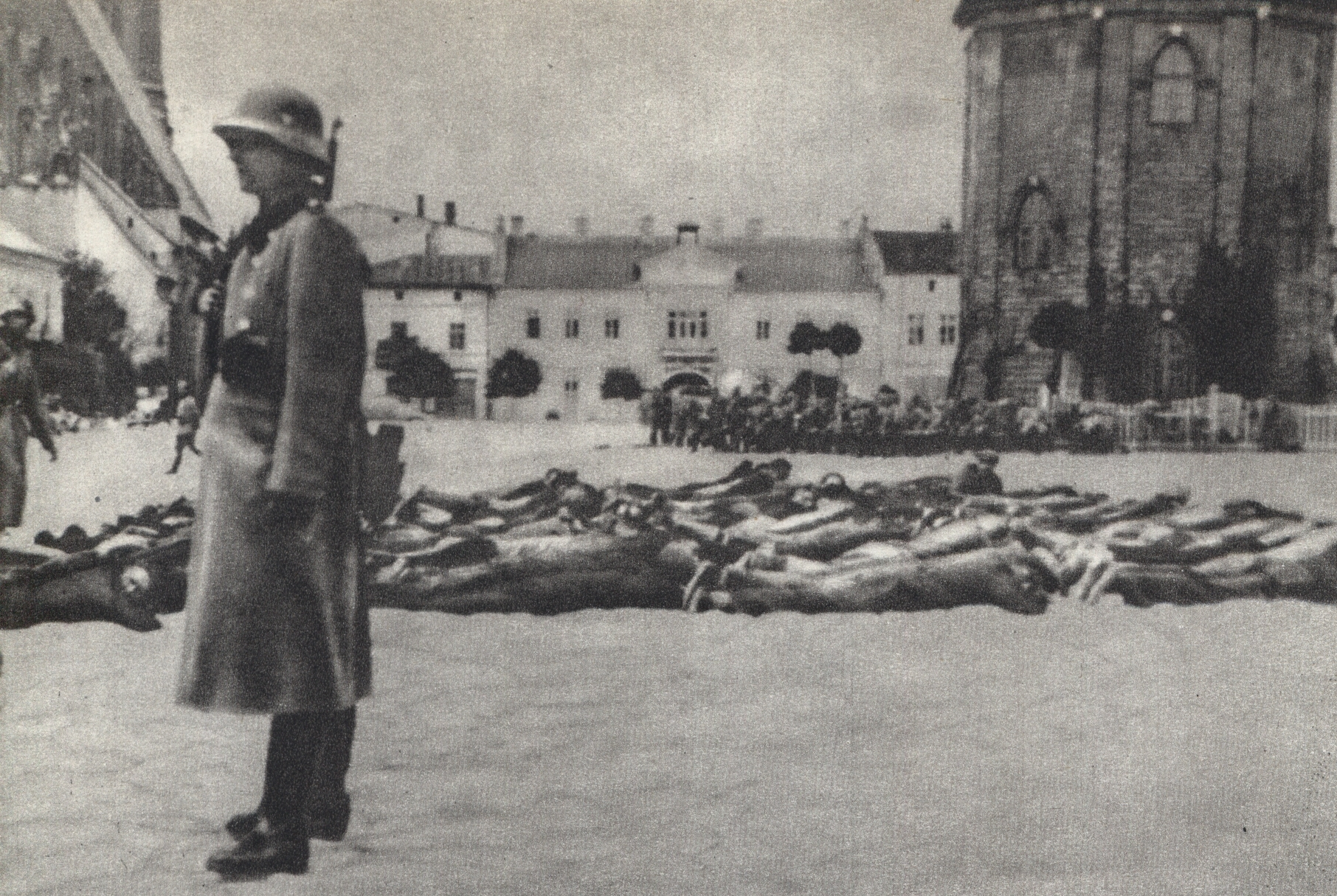
Кровавая среда в Олькуше

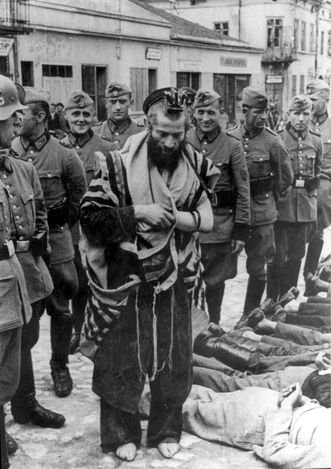
Раввин Моше Хагерман в окружении немецких солдат

Кровавая среда (пол. Krwawa środa) — название пацификационной акции, проведённой 31 июля 1940 года в городе Олькуш (Польша) немецкими оккупационными властями в ответ на убийство немецкого полицейского.
Кровавой среде предшествовал арест и последующий расстрел 20 заложников, который произошёл утром 16 июля.

## История
В ночь с 15 на 16 июля 1940 года на вилле польского доктора Юлиана Лапинского, расположенной в оседле Парче, был убит польским грабителем немецкий полицейский Эрнест Каддатц. Несмотря на то, что убийство не носило политических мотивов, оно было использовано в качестве предлога для проведения широкомасштабной акции пацификации.
Акция началась 16 июля расстрелом 20 заложников. Пятнадцать человек были специально доставлены в оседле Парче из тюрьмы города Мысловице и публично расстреляны вместе с пятью арестованными ранним утром жителями Олькуша. На следующий день была сожжена вилла Лапинского, где жил убитый полицейский вместе с женой.
31 июля в Олькуш прибыла карательная экспедиция, состоящая из сотрудников немецкой полиции, Гестапо и солдат Вермахта, которая выгнала из домов всех мужчин в возрасте от 15 до 55 лет общей численностью несколько тысяч человек. Арестованные были собраны на главной городской площади и на прилегающих к ней улицах и подверглись жестоким пыткам и моральным унижениям. Всем арестованным было приказано лечь лицом на землю со сложенными за спиной руками; за малейшее движение они подвергались избиениям. Местным мужчинам-евреям было приказано бить себя по голове острыми камнями.

«Мы лежали лицом на земле. Руки были заложены за спиной. Лицо должно было упираться носом в землю. Если кто-нибудь клал щеку на землю, немец бил ногой прямо в голову, чтобы вернуть лицо в обратное состояние. Была приведена группа евреев. Они стали с ними обращаться таким жестоким образом, что даже самая талантливая рука писателя не сможет описать эти зверские преступления» .

В этот день во время экзекуций умер еврей Майер (гражданин США), муниципальный служащий Тадеуш Люпа, застреленный при  попытке к бегству, а его тело было вывешено на заборе для устрашения остальных заложников. Через десять дней умер от истощения католический священник Пётр Мончка.